# Крочефиорентина (Сијена)
Крочефиорентина је насеље у Италији у округу Сијена, региону Тоскана.
Према процени из 2011. у насељу је живело 311 становника. Насеље се налази на надморској висини од 574 м.